# Ernesto Ambrosini
Ernesto Ambrosini (né le 29 septembre 1894 à Monza et décédé le 4 novembre 1951 dans la même ville) est un athlète italien spécialiste du 3 000 mètres. Son club était le Brescia Calcio.

## Biographie

### Palmarès
| Date | Compétition           | Lieu   | Résultat | Épreuve                 | Performance   |
| ---- | --------------------- | ------ | -------- | ----------------------- | ------------- |
| 1920 | Jeux olympiques d'été | Anvers | 3e       | 3 000 mètres steeple    | 10 min 32 s 0 |
| 1920 | Jeux olympiques d'été | Anvers | 5e       | 3 000 mètres par équipe | 36 pts        |

### Records
| Épreuve              | Performance  | Lieu | Date |
| -------------------- | ------------ | ---- | ---- |
| 800 mètres           | 1 min 59 s 0 |      | 1920 |
| 3 000 mètres steeple | 9 min 36 s 6 |      | 1923 |